# Mistrzostwa Świata w Narciarstwie Alpejskim 1932
2. Mistrzostwa Świata w Narciarstwie Alpejskim odbywały się w dniach 4 – 6 lutego 1932 we włoskiej miejscowości Cortina d’Ampezzo. Rozgrywano trzy konkurencje zjazd, slalom i po raz pierwszy kombinację, zarówno kobiet jak i mężczyzn. W klasyfikacji medalowej zwyciężyła reprezentacja Szwajcarii, która zdobyła 6 medali, w tym 3 złote, 2 srebrne i 1 brązowy. Najwięcej medali zdobyli jednak Austriacy, 8, w tym 1 złoty, 3 srebrne i 4 brązowe.

## Wyniki

### Mężczyźni
| Konkurencja          | Data       | Złoto             | Wynik  | Srebro      | Wynik  | Brąz              | Wynik  |
| Zjazd szczegóły      | 4 lutego   | Gustav Lantschner | 5:10,0 | David Zogg  | 5:12,6 | Otto Furrer       | 5:22,6 |
| Slalom szczegóły     | 6 lutego   | Friedl Däuber     | 1:26,1 | Otto Furrer | 1:27,0 | Hans Hauser       | 1:29,3 |
| Kombinacja szczegóły | 4-6 lutego | Otto Furrer       | 97,555 | Hans Hauser | 96,015 | Gustav Lantschner | 93,300 |

### Kobiety
| Konkurencja          | Data       | Złoto           | Wynik  | Srebro                 | Wynik  | Brąz            | Wynik  |
| Zjazd szczegóły      | 4 lutego   | Paula Wiesinger | 7:13,8 | Inge Wersin-Lantschner | 7:17,8 | Hady Lantschner | 7:25,0 |
| Slalom szczegóły     | 5 lutego   | Rösli Streiff   | 2:02,9 | Audrey Sale-Barker     | 2:13,0 | Doreen Elliott  | 2:13,5 |
| Kombinacja szczegóły | 4-5 lutego | Rösli Streiff   | 94,588 | Inge Wersin-Lantschner | 91,155 | Hady Lantschner | 93,700 |

## Klasyfikacja medalowa
| #  | Reprezentacja        | Złoto | Srebro | Brąz | Razem |
| -- | -------------------- | ----- | ------ | ---- | ----- |
| 1. | Szwajcaria           | 3     | 2      | 2    | 7     |
| 2. | Republika Austriacka | 1     | 3      | 3    | 7     |
| 3. | Rzesza Niemiecka     | 1     | 0      | 0    | 1     |
| 3. | Włochy               | 1     | 0      | 0    | 1     |
| 5. | Wielka Brytania      | 0     | 1      | 1    | 2     |